# Konrad Klüppel
Konrad Klüppel (auch Kluppel, Klüppell, Kluppell und ab 1512 auch Conradus Scipio; * um 1490 in Korbach; † 1541 in Fritzlar) war ein deutscher Humanist und der Verfasser einer auf Lateinisch geschriebenen Chronik der Grafschaft Waldeck. Er schrieb sich nach humanistischer Manier in seinem späteren Leben Kluppel, sofern er nicht seinen latinisierten Gelehrtennamen Conradus Scipio bevorzugte.

## Leben
Klüppels Eltern waren wohl nicht wohlhabend und er klagte mehrfach, dass seine Studien aufgrund mangelnder Finanzen unterbrochen werden mussten. Möglicherweise war er schon im Herbst 1504 an der Universität Erfurt immatrikuliert. Sicher ist, dass er 1508 in Köln immatrikuliert war und dort 1509 unter dem Magister Henrico de Bartwyck den Baccalaureus der Rechte erwarb. 1511 bis ins Frühjahr 1512 ist er im nordhessischen Wolfhagen zu finden, aber ohne Hinweis auf seine dortige Tätigkeit. 1512 war er dann wieder in Korbach, und im August 1512 ernannte ihn der Konvent des Augustiner-Chorherren-Stifts Volkhardinghausen, gemeinsam mit 13 anderen, zu einem seiner Anwälte. In diesem Kloster hatte er, von seinen Korbacher Eltern gestiftet, „stervens halber“ eine kleine Rente als „Kommensal“ (Tischgenosse), in Form eines Freitisches am Mittagstisch.
Spätestens 1513 wurde er Stadtschreiber in Korbach und ging eine (erste) Ehe ein. Seine Frau starb 1516, und da die Ehe kinderlos geblieben war, nutzte er die neue Freiheit (und vermutlich die Hinterlassenschaft seiner Frau), um wieder studieren zu können. Er ging 1517 erneut nach Köln, wo er drei Jahre blieb und ab Januar 1518 auch Mentor Georg Löskens, Sohn des Waldecker Kanzlers Volmar Lösken, wurde, vermutlich gegen Bezahlung. Von Juli 1520 bis Anfang 1528 ist er in Fritzlar als Stadtschreiber beurkundet. Dort heiratete er eine 50-jährige, kinderlose, begüterte Witwe namens Eile, um seine wirtschaftliche Situation zu verbessern. Mit ihrem Vermögen gelang es ihm, seine Schulden zu begleichen und ein Haus zu erwerben. Als es zu Auseinandersetzungen zwischen ihm und neuen Fritzlarer Ratsherren kam, kündigte er Anfang 1528 seine Stellung und ging im April 1528, angeblich mit Einwilligung seiner Frau, zum dritten Mal nach Köln. Dort studierte er, gleichzeitig mit gleichzeitig mit Henricus Ubbius, bei Johannes Matthias Frissemius, der sowohl Professor für Zivilrecht als auch Professor „bonarum literarum“ war und in dessen Haus er auch wohnte, und erwarb wohl noch 1528 den Grad eines Lizenziaten juris. 1529 findet sich dieser Grad erstmals in einer Urkunde des St.-Petri-Stifts in Fritzlar.
Schon 1529 war er wieder in Fritzlar, wo er Syndikus des St.-Petri-Stifts wurde. Im Februar 1532 stürzte er auf Glatteis, brach einen Oberschenkel. Er war daraufhin bis Dezember 1532 an sein Haus gebunden und hinkte den Rest seines Lebens. Während dieser erzwungenen Rekonvaleszenz vollendete er seine Chronik von Waldeck. Seine Frau Eile starb 1537. Er heiratete danach noch ein drittes Mal, eine Katharina, die ihn überlebte und wohl nach seinem Tod erneut heiratete. In diesen letzten Jahren ging es ihm wirtschaftlich gut, auch da er aus dem Grafenhaus Waldeck und von Landgraf Philipp von Hessen mehrfach Verpfändungen oder Zahlungen auf Grund geschäftlicher Beziehungen erhielt.

## Werk
Klüppels historische Bedeutung liegt in seiner detaillierten, wohl 1533 vollendeten Chronik der Grafschaft Waldeck (und benachbarter Gebiete), in vieler Hinsicht ergänzt durch seine zahlreichen, ebenfalls auf Lateinisch verfassten Briefe aus den Jahren 1508–1533, die in seinem Briefbuch gesammelt sind.